# Lars Lachmann
Lars Lachmann (* 1975) ist ein deutscher Biologe und Ornithologe. Er ist Artenschutzreferent des Naturschutzbundes Deutschland (NABU).

## Leben
Lars Lachmann stammt aus Bamberg und machte dort am Kaiser-Heinrich-Gymnasium Abitur. Er engagierte sich bei der Naturschutzjugend und leistete seinen Zivildienst beim Landesbund für Vogelschutz in Bayern ab. Lachmann gewann 1994 den vierten Platz im Bereich Biologe bei Jugend forscht mit der Arbeit „Wer die Nachtigall hört... Avifaunistische Untersuchungen im Bamberger Stadtteil Wildensorg und deren ökologische Bewertung.“ Nach seinem Biologiestudium arbeitete er als Referent beim European Programmes Departement der Royal Society for the Protection of Birds (RSPB) und war u. a. für Artenschutz in Zentralasien zuständig. Heute ist Lachmann Referent beim Naturschutzbund Deutschland für Vogel- und Artenschutz und war wesentlich an der Entwicklung und Durchführung verschiedener Aktionen, wie der „Stunde der Gartenvögel“ und der Kampagne gegen illegalen Vogelfang in Ägypten, beteiligt.
Lachmann ist Vizepräsident des Deutschen Rates für Vogelschutz e.V. (DRV).

## Positionen
Im April 2016 behauptete der Politiker Hans-Josef Fell (Bündnis 90/Die Grünen), Windkraftanlagen in Deutschland würden kaum Greifvögel wie Rotmilan, Seeadler und andere beeinträchtigen, und berief sich dabei auf eine Studie des Schweizer Umweltbüros KohleNusbaumer. Das Papier kam zu dem Schluss, dass die Bestände vieler Greifvogelarten deutlich zugenommen hätten, obwohl im Zeitraum von 2006 bis 2016 etwa 26.000 Windkraftanlagen in Deutschland neu errichtet wurden. Lars Lachmann sagte dazu: „Bei dieser Studie werden ganz gezielt Daten und Fakten aus verschiedenen Quellen zusammengestellt, um ebendiese gewünschte Aussage zu treffen, dass die Windkraft auf Vogelarten keinen Einfluss hat; und dass sie teilweise sogar zunehmen, trotz Ausbau der Windkraft“. Lachmann und die Deutsche Wildtier-Stiftung sahen in der Studie ein interessengeleitetes Papier der Lobby der Windkraftbetreiber.
Lachmann forderte konsequenteres Vorgehen gegen die Jagd auf Greifvögel in Deutschland. Staatsanwaltschaften, Jagdbehörden und Polizei sollten entsprechende Straftaten nicht bagatellisieren und Stabsstellen für Umweltkriminalität einrichten. Er vertritt die Auffassung, dass in Deutschland Vogelarten durch Hauskatzen nicht in ihrem Bestand bedroht seien, dass aber Katzen durchaus ein Vogelschutzproblem darstellten, dem durch Kastrationsinitiativen sinnvoll begegnet werden könne.

## Publikationen
- Konstantin Kreiser, Lars Lachmann: Local environmental NGOs in Kazakhstan. An assessment of efficiency. Weinert, Berlin 2003, ISBN 3-925815-07-4.
- Steffen Oppel; Lars Lachmann, Martin Flade et al. (2011): High variation reduces the value of feather stable isotope ratios in identifying new wintering areas for aquatic warblers Acrocephalus paludicola in West Africa. Journal of Avian Biology, 2011. doi:10.1111/j.1600-048X.2011.05252.x
- Holger Schielzeth; Lars Lachmann et al. (2008): Waterbird population estimates for a key staging site in Kazakhstan: a contribution to wetland conservation on the Central Asian flyway Bird Conservation International doi:10.1017/S0959270908000087
- Lars Lachmann; Annika Natus: Vögel im Garten – schützen, helfen und beobachten. Naturschutzbund Deutschland, Berlin 2013 [6. Aufl.].
- Kai-Michael Thomsen; Lars Lachmann; et al.: White stork populations across the world. Naturschutzbund Deutschland, Berlin 2013.